# Klenovica
Klenovica je naselje na Hrvaškem, ki upravno spada pod mesto Novi Vinodolski; le-ta pa spada pod Primorsko-goransko županijo.
Naselje z manjšim pristanom leži pod cesto D8 (E65) Reka-Split jugovzhodno od Novega Vinodolskega od katere je oddaljeno okoli 10 km. Od glavne ceste vodi do naselja okoli 1,5 km dolga priključna cesta. Kraj je znan po številnih izvirih pitne vode, bistrem morju in lepi plaži. Vzdolž obale je več primernih mest za potapljanje in podvodni ribolov. Do osamosvojitve 1991 je bila v Klenovici baza izolskega ribolovnega podjetja Delamaris s stalno stacionirano veliko ribiško ladjo. 

## Demografija
| Pregled števila prebivalcev po letih | Pregled števila prebivalcev po letih | Pregled števila prebivalcev po letih | Pregled števila prebivalcev po letih | Pregled števila prebivalcev po letih | Pregled števila prebivalcev po letih | Pregled števila prebivalcev po letih | Pregled števila prebivalcev po letih | Pregled števila prebivalcev po letih | Pregled števila prebivalcev po letih | Pregled števila prebivalcev po letih | Pregled števila prebivalcev po letih | Pregled števila prebivalcev po letih | Pregled števila prebivalcev po letih | Pregled števila prebivalcev po letih |
| ------------------------------------ | ------------------------------------ | ------------------------------------ | ------------------------------------ | ------------------------------------ | ------------------------------------ | ------------------------------------ | ------------------------------------ | ------------------------------------ | ------------------------------------ | ------------------------------------ | ------------------------------------ | ------------------------------------ | ------------------------------------ | ------------------------------------ |
| 1857                                 | 1869                                 | 1880                                 | 1890                                 | 1900                                 | 1910                                 | 1921                                 | 1931                                 | 1948                                 | 1953                                 | 1961                                 | 1971                                 | 1981                                 | 1991                                 | 2001                                 |
| 173                                  | 0                                    | 180                                  | 197                                  | 222                                  | 219                                  | 208                                  | 186                                  | 208                                  | 185                                  | 204                                  | 221                                  | 242                                  | 309                                  | 352                                  |